# جائزة اليابان الكبرى للدراجات النارية 2004
جائزة اليابان الكبرى للدراجات النارية 2004 هو سباق دراجات نارية أقيم بتاريخ 19 سبتمبر 2004 في حلبة موتيجي. كان الجولة الثانية عشر من أصل 16 في سباق الجائزة الكبرى للدراجات النارية موسم 2004. فاز الياباني ماكوتو تامادا بفئة الموتو جي بي بينما جاء الإيطالي فالنتينو روسي في المركز الثاني وحصل على المركز الثالث الياباني شينيا ناكانو.

## وصلات خارجية
- الموقع الرسمي